# Phyllodromica marginata
Phyllodromica marginata es una especie de cucaracha del género Phyllodromica, familia Ectobiidae. Fue descrita científicamente por Schreber en 1781.
Habita en Italia, Austria, Yugoslavia, Albania, Grecia, Bulgaria, Hungría, Rumania, Ucrania (Crimea) y Turquía.